# Oribatella calcarata
Oribatella calcarata är en kvalsterart som först beskrevs av Koch 1835.  Oribatella calcarata ingår i släktet Oribatella och familjen Oribatellidae. Inga underarter finns listade i Catalogue of Life.